# Ravenel
Ravenel és un municipi francès, situat al departament de l'Oise i a la regió dels Alts de França. L'any 2007 tenia 1.128 habitants.

## Demografia

### Població
El 2007 la població de fet de Ravenel era de 1.128 persones. Hi havia 423 famílies de les quals 91 eren unipersonals (20 homes vivint sols i 71 dones vivint soles), 122 parelles sense fills, 174 parelles amb fills i 36 famílies monoparentals amb fills.
La població ha evolucionat segons el següent gràfic:
Habitants censats

### Habitatges
El 2007 hi havia 473 habitatges, 433 eren l'habitatge principal de la família, 12 eren segones residències i 28 estaven desocupats. 435 eren cases i 37 eren apartaments. Dels 433 habitatges principals, 352 estaven ocupats pels seus propietaris, 79 estaven llogats i ocupats pels llogaters i 2 estaven cedits a títol gratuït; 2 tenien una cambra, 35 en tenien dues, 62 en tenien tres, 149 en tenien quatre i 185 en tenien cinc o més. 290 habitatges disposaven pel capbaix d'una plaça de pàrquing. A 185 habitatges hi havia un automòbil i a 194 n'hi havia dos o més.

### Piràmide de població
La piràmide de població per edats i sexe el 2009 era:
| Homes | Edats   | Dones |
| ----- | ------- | ----- |
| 0     | 95 o +  | 0     |
| 0     | 90 a 94 | 4     |
| 0     | 85 a 89 | 12    |
| 8     | 80 a 84 | 8     |
| 12    | 75 a 79 | 24    |
| 16    | 70 a 74 | 28    |
| 16    | 65 a 69 | 32    |
| 24    | 60 a 64 | 12    |
| 16    | 55 a 59 | 12    |
| 40    | 50 a 54 | 28    |
| 36    | 45 a 49 | 52    |
| 48    | 40 a 44 | 44    |
| 52    | 35 a 39 | 32    |
| 28    | 30 a 34 | 48    |
| 28    | 25 a 29 | 32    |
| 28    | 20 a 24 | 16    |
| 36    | 15 a 19 | 36    |
| 32    | 10 a 14 | 40    |
| 16    | 5 a 9   | 56    |
| 28    | 0 a 4   | 32    |

## Economia
El 2007 la població en edat de treballar era de 750 persones, 554 eren actives i 196 eren inactives. De les 554 persones actives 499 estaven ocupades (281 homes i 218 dones) i 56 estaven aturades (27 homes i 29 dones). De les 196 persones inactives 69 estaven jubilades, 69 estaven estudiant i 58 estaven classificades com a «altres inactius».

### Ingressos
El 2009 a Ravenel hi havia 442 unitats fiscals que integraven 1.186 persones, la mediana anual d'ingressos fiscals per persona era de 17.204 €.

### Activitats econòmiques
Dels 18 establiments que hi havia el 2007, 1 era d'una empresa extractiva, 1 d'una empresa alimentària, 2 d'empreses de fabricació d'altres productes industrials, 4 d'empreses de construcció, 2 d'empreses de comerç i reparació d'automòbils, 2 d'empreses d'hostatgeria i restauració, 1 d'una empresa d'informació i comunicació, 2 d'empreses de serveis i 3 d'empreses classificades com a «altres activitats de serveis».
Dels 6 establiments de servei als particulars que hi havia el 2009, 1 era un taller de reparació d'automòbils i de material agrícola, 1 paleta, 1 lampisteria, 1 electricista, 1 perruqueria i 1 restaurant.
Dels 2 establiments comercials que hi havia el 2009, 1 era una botiga de menys de 120 m² i 1 una botiga de material de revestiment de parets i terra.
L'any 2000 a Ravenel hi havia 8 explotacions agrícoles que ocupaven un total de 1.080 hectàrees.

## Equipaments sanitaris i escolars
El 2009 hi havia una escola elemental.

## Poblacions més properes
El següent diagrama mostra les poblacions més properes.